# Regionalismo (relações internacionais)
Nas relações internacionais, o regionalismo é a expressão de um senso comum de identidade e propósito combinado com a criação e implementação de instituições que expressam uma identidade particular e moldam a ação coletiva dentro de uma região geográfica. O regionalismo é um dos três componentes do sistema comercial internacional (junto com o multilateralismo e o unilateralismo).
As primeiras iniciativas regionais coerentes começaram nas décadas de 1950 e 1960, mas realizaram pouco, exceto na Europa Ocidental com o estabelecimento da Comunidade Européia. Alguns analistas chamam essas iniciativas de "velho regionalismo". No final da década de 1980, um novo surto de integração regional (também chamado de "novo regionalismo") começou e continua até hoje. Uma nova onda de iniciativas políticas impulsionando a integração regional ocorreu em todo o mundo durante as últimas duas décadas. Os acordos comerciais regionais e bilaterais também se multiplicaram após o fracasso da rodada de Doha.
A União Europeia pode ser classificada como resultado do regionalismo. A ideia que está por trás dessa identidade regional aumentada é que, à medida que uma região se torna mais integrada economicamente, ela necessariamente se tornará também politicamente integrada. O exemplo europeu é especialmente válido a essa luz, pois a União Européia como órgão político surgiu de mais de 40 anos de integração econômica na Europa. A precursora da União Europeia, a Comunidade Econômica Européia (CEE) era inteiramente uma entidade econômica.